# Tortellini
I tortellini (turtléin in dialetto modenese, turtlén in dialetto bolognese) sono una pasta all'uovo ripiena, tipica di Bologna e di Modena. Sono tradizionalmente cotti e serviti in brodo di carne e cappone in occasione di feste religiose, come Natale o Pasqua.

## Origini

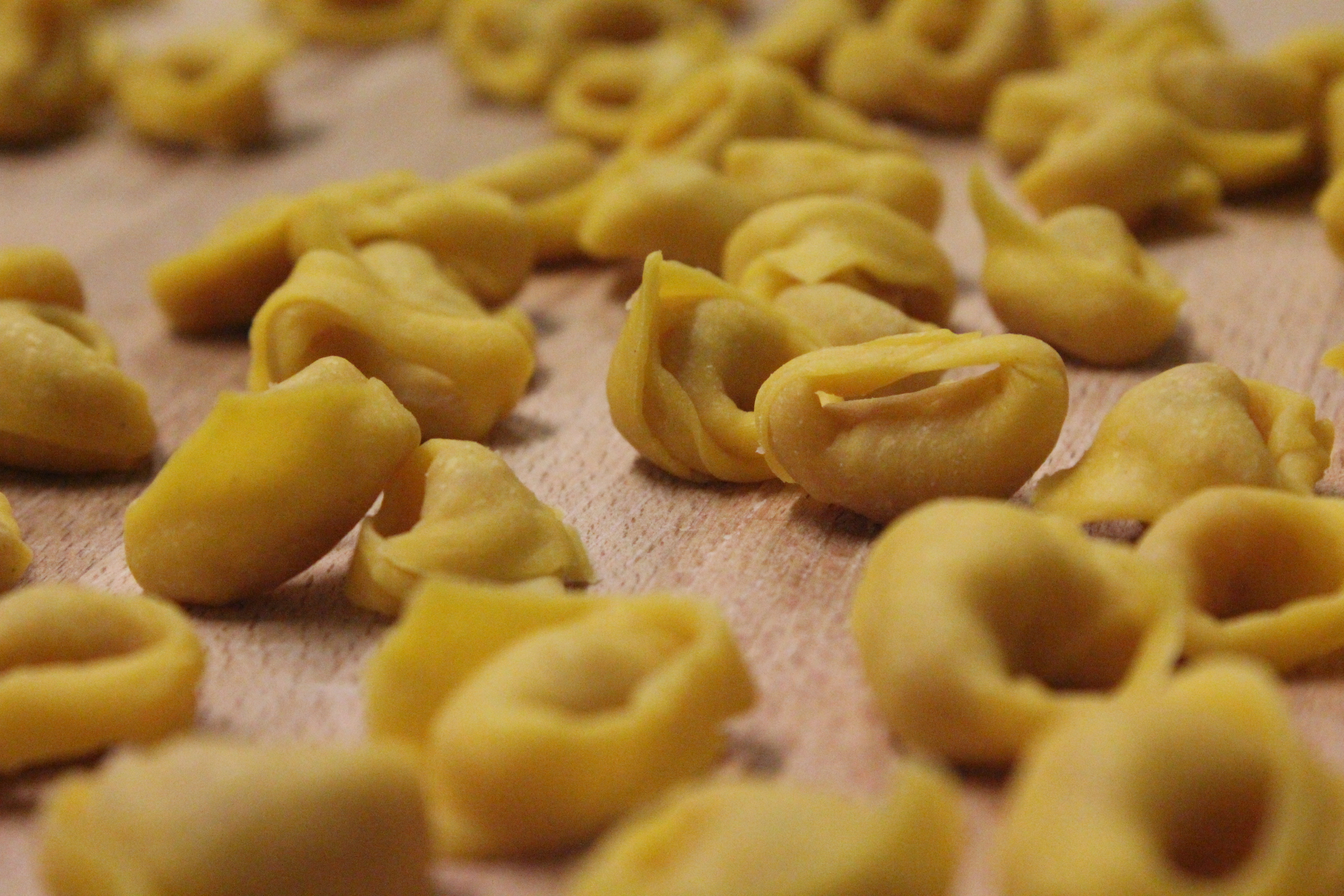
Tortellini confezionati a mano.

Il nome tortellino è probabilmente un diminutivo di tortello (tortellus o turtellus in latino medievale), a sua volta diminutivo di torta.
Tracce scritte di preparazioni chiamate turtellos risalgono a documenti abbaziali del XII secolo redatti in Francia, quali una pergamena del 1112, oltre che ad una lettera di papa Alessandro III del 1169 dove si fa riferimento a turtellos dovuti ad alcune abbazie come decima in occasione delle feste natalizie e pasquali. Numerosi altri documenti di ambito francese del 1200 fanno riferimento a tortellos solitamente preparati e consumati durante le festività natalizie. Non è tuttavia chiaro cosa fossero i turtellos o tortellos, forse delle piccole torte o pani dalle forme ritorte. Nella cucina medievale, infatti, era molto comune l'uso di racchiudere ripieni di diverso tipo dentro strati di pasta o pane, formando delle torte salate che, nelle loro varianti più piccole, assumevano una forma simile agli odierni tortelli o ravioli.
A Bologna, la prima citazione compare nel 1289, in un documento dove si leggono le testimonianze di alcuni studenti arrestati in un'osteria il giorno dell'epifania perché sorpresi a giocare d'azzardo mentre mangiavano tortellos, bevevano e cantavano.
Le prime ricette di cui si ha traccia scritta risalgono al secolo XIV: in un libro di cucina di ambito veneziano si trova la ricetta dei "torteleti de enula" in brodo, ripieni di lonza di maiale, enula, uova, formaggio e spezie; in un altro manoscritto aninimo si trova la ricetta dei "tortelli di bronza di porco", ripieni di lonza di maiale, formaggio fresco, uova e spezie, serviti in "brodo di cappone o di qualunque".
Un'altra testimonianza di pasta ripiena di carne giunge dal XV secolo, quando il cuoco Maestro Martino da Como descrive nel suo Libro de Arte Coquinaria la preparazione del ripieno di particolari ravioli adatti ad essere preparati in tempo di carne, ossia quel periodo dell'anno in cui era concessa, da regole religiose, l'assunzione di carne. La ricetta prevedeva un ripieno di formaggio, pancetta, mammella di vitella, erbe e spezie (pepe, chiodi di garofano e zenzero) avvolto in pasta sottile a formare ravioli non più grandi "d'una meza castagna" e cotti in brodo di cappone.
Della cucina del Cinquecento restano ricettari di corte, che descrivono i piatti ricchi di carne e spezie tipici dei sontuosi banchetti nobiliari. Fra questi vi è l'opera Banchetti compositioni di vivande, et apparecchio generale di Cristoforo di Messisbugo, funzionario e cuoco presso la corte estense di Ferrara. Nel libro si menzionano diversi tipi di tortelletti, tanto "grassi" (ovvero con ripieni di carne e cotti nel brodo), quanto "magri" (con ripieni di frutta secca o verdura), tutti fortemente speziati e spesso zuccherati. Fra le varie ricette, si trovano tortelletti con ripieno di grasso di manzo o vitello, formaggio, cannella, uva passa e - volendo - zucchero, avvolti in una sfoglia contenente zafferano e cotti in brodo grasso. Un'altra ricetta prevede un ripieno di cappone, pancetta di maiale, formaggio, uova, erbe, cannella, chiodi di garofano, ginepro e pepe. I tortelletti venivano serviti come piatto a sé o per accompagnare carni di volatili.
Verso la fine del Cinquecento, anche il cuoco Bartolomeo Scappi pubblica un ricettario che include i "tortelletti", "dal vulgo chiamati annolini". La ricetta, oltre alla carne di maiale e alla mammella di vitella, prevede l'uso di uova, zucchero, pepe, chiodi di garofano, noce moscata, cannella, uvetta, radici di enula e zafferano. Specifica inoltre l'uso del Parmigiano fra i formaggi. La ricetta descrive sommariamente la forma da dare ai tortelletti, "piccoli come faggiuoli o ceci, congiunti con li lor pizzetti in modo che siano venuti a foggia di cappelletti". Tanto Cristoforo di Messisbugo quanto Bartolomeo Scappi riportano anche ricette di tortelletti ripieni di erbe "alla Lombarda", di cappone e persino di marzapane.
Nel libro L'economia del cittadino in villa del bolognese Vincenzo Tanara del 1644 si menzionano degli "anolini, o vogliam dir tortellini cotti in butiro".
Il menù del pranzo natalizio del 1708 dei monaci del monastero di San Michele in Bosco a Bologna riporta una "minestra di tortellini".
Durante il Settecento si diffuse l'abitudine di inserire tra gli ingredienti del ripieno dei tortellini il midollo di bue, come testimoniato da una ricetta di Alberto Alvisi, cuoco del vescovo di Imola, il cardinale Barnaba Chiaramonti (poi papa Pio VII). Ancora nel 1842 il viaggiatore e bibliografo francese Valéry Pasquin annotava un ripieno di «sego di bue macinato, tuorli d'uovo e parmigiano». Tale pratica scomparve nella prima metà del Novecento.
L'uso della mortadella e del prosciutto nel ripieno dei tortellini è testimoniato a partire dal XIX secolo, nella ricetta riportata da Pellegrino Artusi nel suo manuale La scienza in cucina e l'arte di mangiar bene.

### Leggenda
(Alessandro Tassoni, La secchia rapita)
Sull'origine di questo piatto esistono diverse leggende. Una tra queste fa nascere questo piatto a Castelfranco Emilia, paese storicamente conteso fra Bologna e Modena, ad opera del proprietario della locanda Corona, il quale, sbirciando dal buco della serratura della stanza di una nobildonna sua ospite e rimasto tanto colpito dalla bellezza del suo ombelico, volle riprodurlo in una preparazione culinaria.
Un'altra variante della storia trae spunto dalla Secchia rapita del Tassoni e racconta di come ai quei tempi, una sera dopo una giornata di battaglia tra bolognesi e modenesi, Venere, Bacco e Marte trovarono ristoro presso la locanda Corona a Castelfranco Emilia. La mattina seguente Marte e Bacco si allontanarono dalla locanda lasciando Venere dormiente; questa, al risveglio, chiamò qualcuno e il locandiere che accorse la sorprese discinta e rimase tanto impressionato dalle sue splendide forme che tornato in cucina con ancora in testa ciò che aveva visto, strappò un pezzo di sfoglia, lo riempì e ripiegò dandogli la forma dell'ombelico della dea.
A Castelfranco Emilia, ogni anno a settembre, viene celebrato il tortellino tradizionale con la storica Sagra del Tortellino Tradizionale, organizzata dall'associazione locale La San Nicola, che vede le maestre sfogline tirare la sfoglia al mattarello e richiudere il ripieno con le mani.
Sempre a Castelfranco Emilia, in piazza Aldo Moro, si trova il Monumento al Tortellino che l'associazione La San Nicola e la Dotta Confraternita di Bologna hanno donato alla città, in segno di riconoscimento dell'origine del tortellino.

## Le ricette

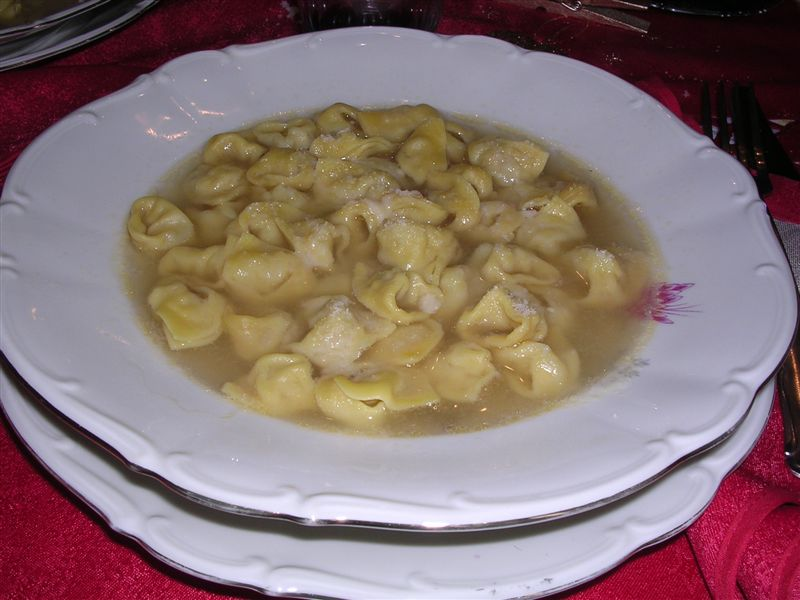
Tortellini in brodo.

Il 7 dicembre 1974 la Confraternita del Tortellino e l'Accademia italiana della cucina depositarono presso la Camera di Commercio Industria Artigianato e Agricoltura di Bologna la ricetta del ripieno dei tortellini, che prescrive, dentro a una sfoglia di farina e uova di 6/10 di mm, un ripieno preparato con lombo di maiale, prosciutto crudo, mortadella di Bologna, Parmigiano-Reggiano, uova e noce moscata.
I tortellini, secondo la tradizione emiliana, vanno cotti e mangiati rigorosamente in un buon brodo di carne di manzo e di cappone o gallina. È da evitare la cottura dei tortellini in acqua, poiché in questo caso buona parte del gusto del ripieno si diluisce e si perde nella stessa, rendendo molto meno gustosa la pietanza.
Nella zona della bassa mantovana al confine con il reggiano i tortellini, nelle feste più importanti e nelle famiglie di origine contadina, vengono cotti in un brodo di gallina o cappone e poi serviti in una scodella con poco brodo con l'aggiunta del Lambrusco (vino rosso frizzante): questa variante tradizionale è chiamata "Bevr'in vin".
Una ricetta diffusasi negli anni Settanta è una sorta di timballo, chiamato "scrigno di Venere", inventato dalla cuoca Maria Gaddoni del ristorante "al Cantuzein" di Bologna nel 1967 che si ottiene dalla cottura al forno dei tortellini mescolati con altri ingredienti (besciamella, ragù, Parmigiano Reggiano) e avvolti in pasta brisé.

## Formati simili
Nella provincia di Verona esiste una variante, che cambia il ripieno e leggermente la forma ed il taglio della sfoglia, i tortellini di Valeggio sul Mincio. L'uso è di mangiarli asciutti con burro e salvia, senza il brodo. Sono inseriti nell'elenco dei prodotti agroalimentari tradizionali del Veneto.
In Romagna nelle Marche ed in Umbria è diffuso un tipo di pasta ripiena che ha qualche somiglianza, i cappelletti, con una forma diversa, maggiori dimensioni, ed un ripieno che può essere sia a base di carne (nelle Marche e in Umbria), che a base di un miscuglio di formaggi e ricotta (in Romagna).
A Bologna, Reggio Emilia, Ferrara e Mantova esistono poi formati simili con ripieno di magro ancora più grandi dei cappelletti: i tortelloni con ripieno di ricotta, Parmigiano-Reggiano e prezzemolo (a Modena e Bologna), i cappellacci e tortelli di zucca (a Ferrara, Reggio Emilia e Mantova).

## Processo produttivo

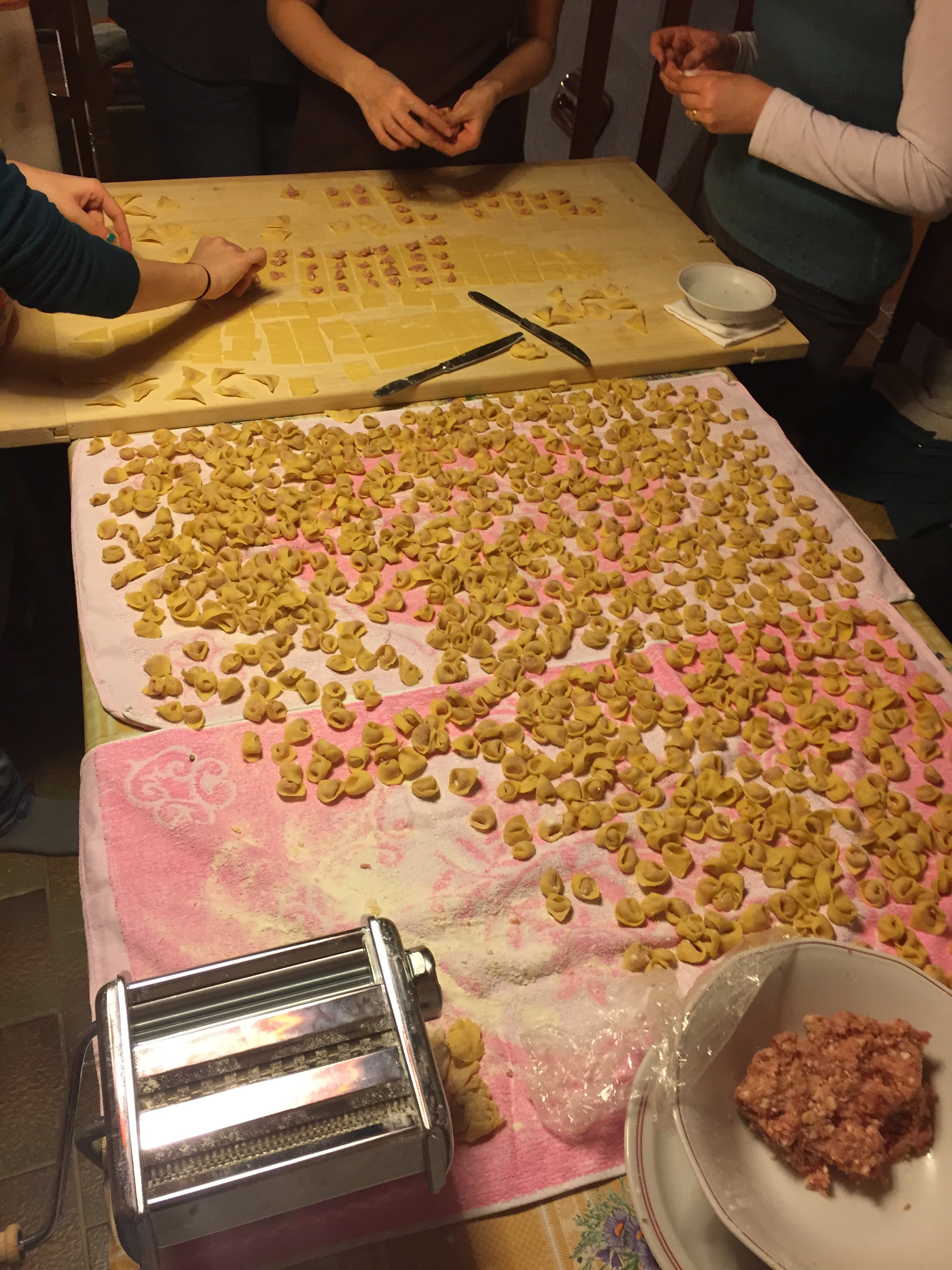
Produzione casalinga di tortellini

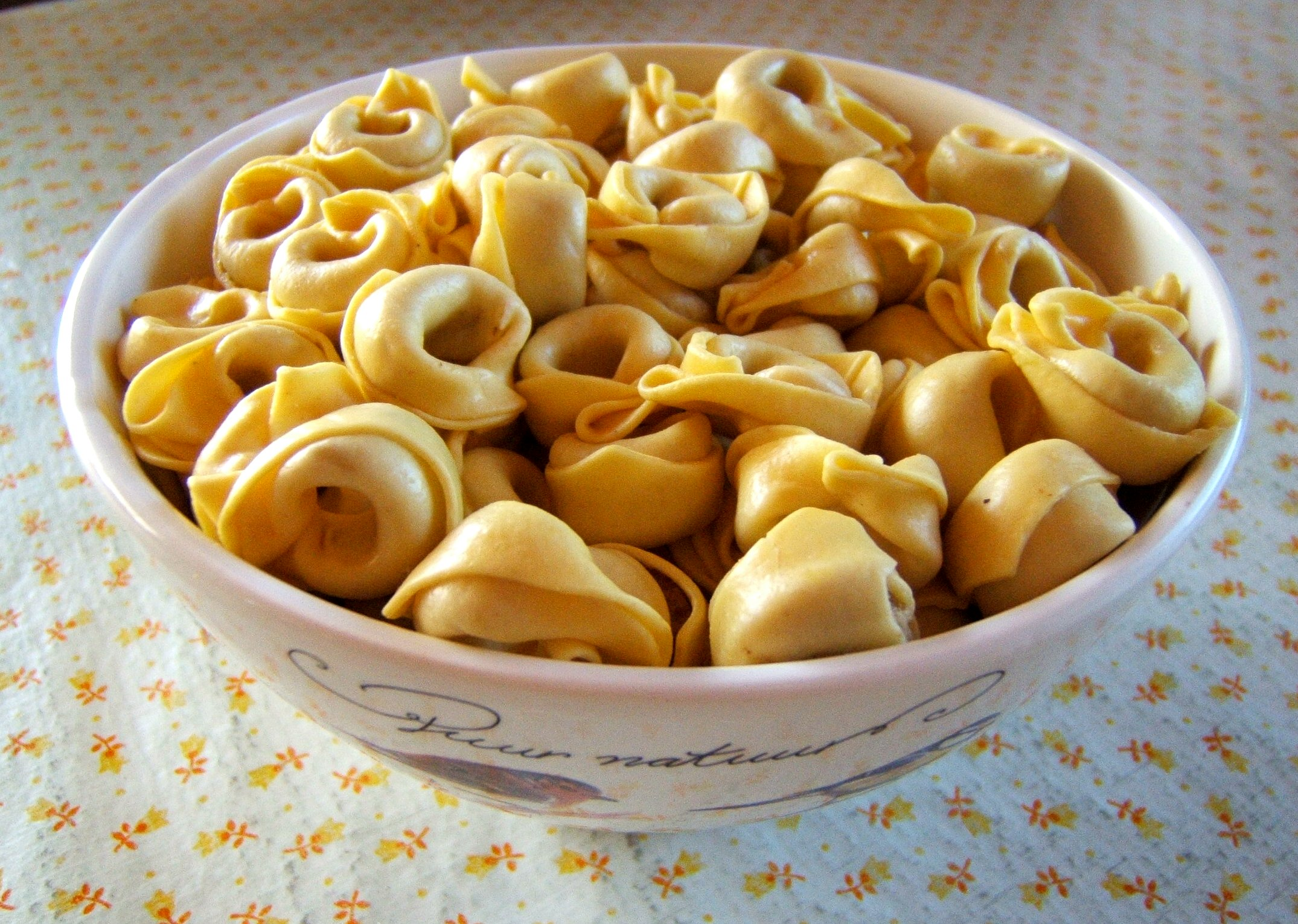
Tortellini di produzione industriale, desumibile dall'estrema regolarità dei tagli della pasta

### Fasi di lavorazione
1. Impastare le carni triturate assieme agli altri ingredienti, per ottenere il ripieno
2. Impastare la farina e le uova per ottenere l'impasto della pasta
3. Spianare l'impasto
4. Tagliare la sfoglia a quadretti
5. Depositare la porzione di ripieno su ogni quadretto di sfoglia
6. Sagomare il tortellino

### Attrezzatura

#### Casalinga
- battilardo
- mattarello e tagliere di legno
- coltello
- tagliasfoglia

#### Industriale
- tritacarne
- impastatrice
- tira sfoglia
- macchina formatrice

## All'estero
È possibile reperire tortellini confezionati in ogni parte del mondo, soprattutto dove le comunità italiane hanno una certa importanza.
In Italia ma anche e soprattutto all'estero, dove sono molto conosciuti e considerati simbolo del Bel Paese, vengono utilizzati spesso per preparazioni che non hanno nulla di tradizionale, come nelle immagini seguenti.

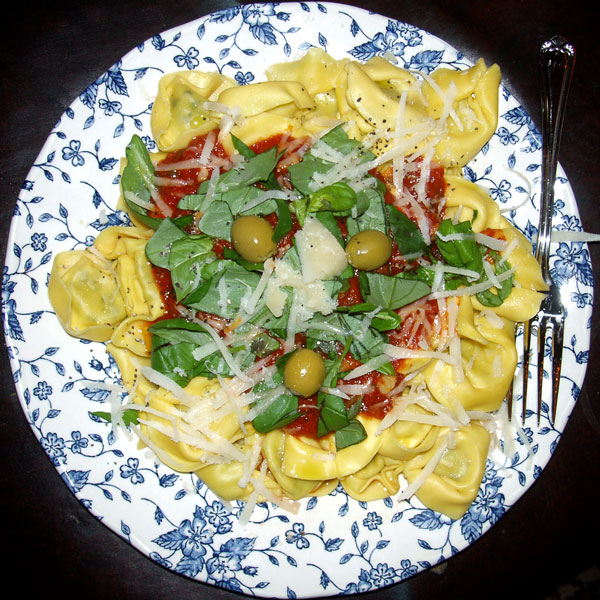
Tortellini al sugo con basilico e parmigiano
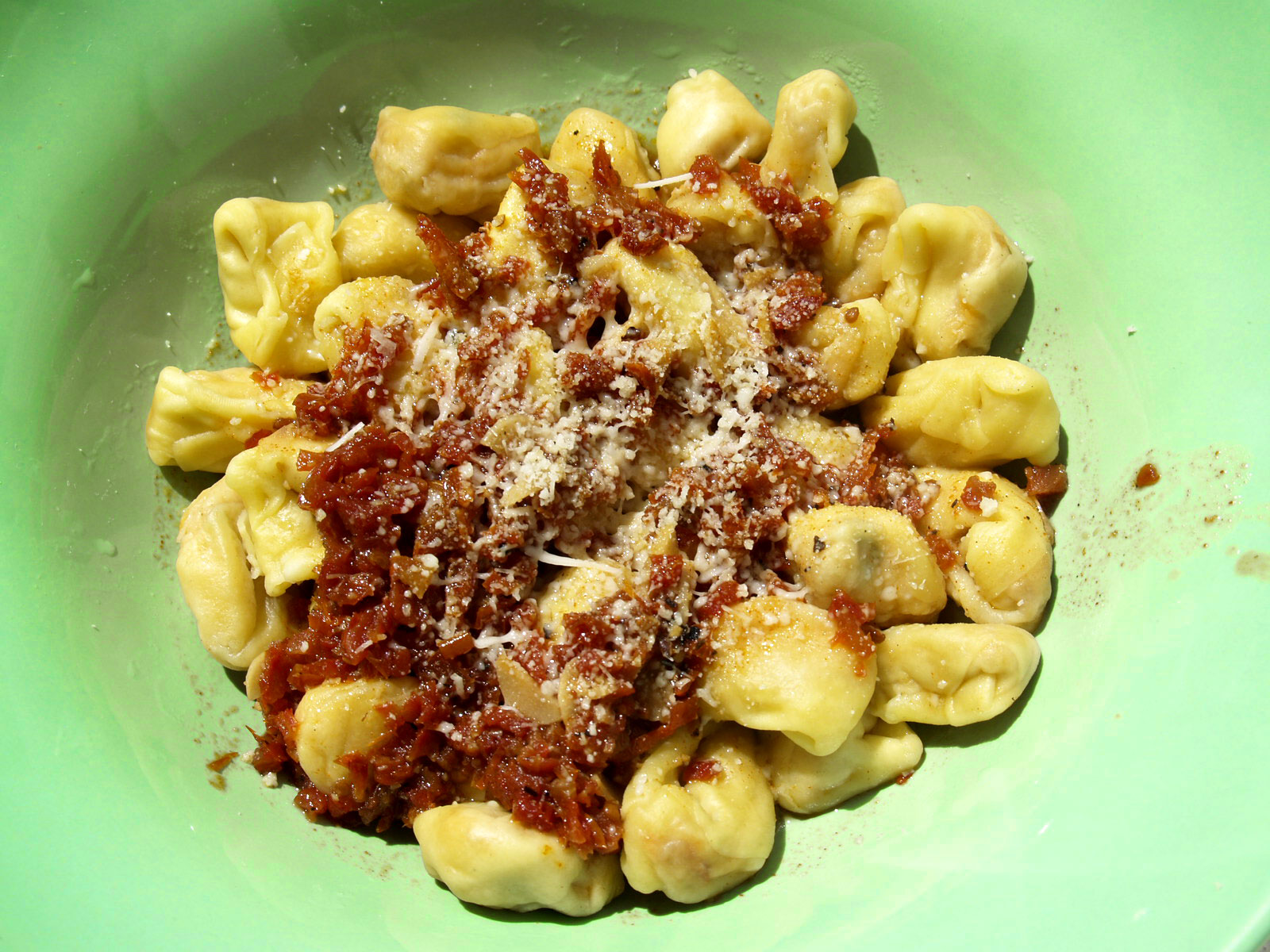
Tortellini al sugo di pomodoro
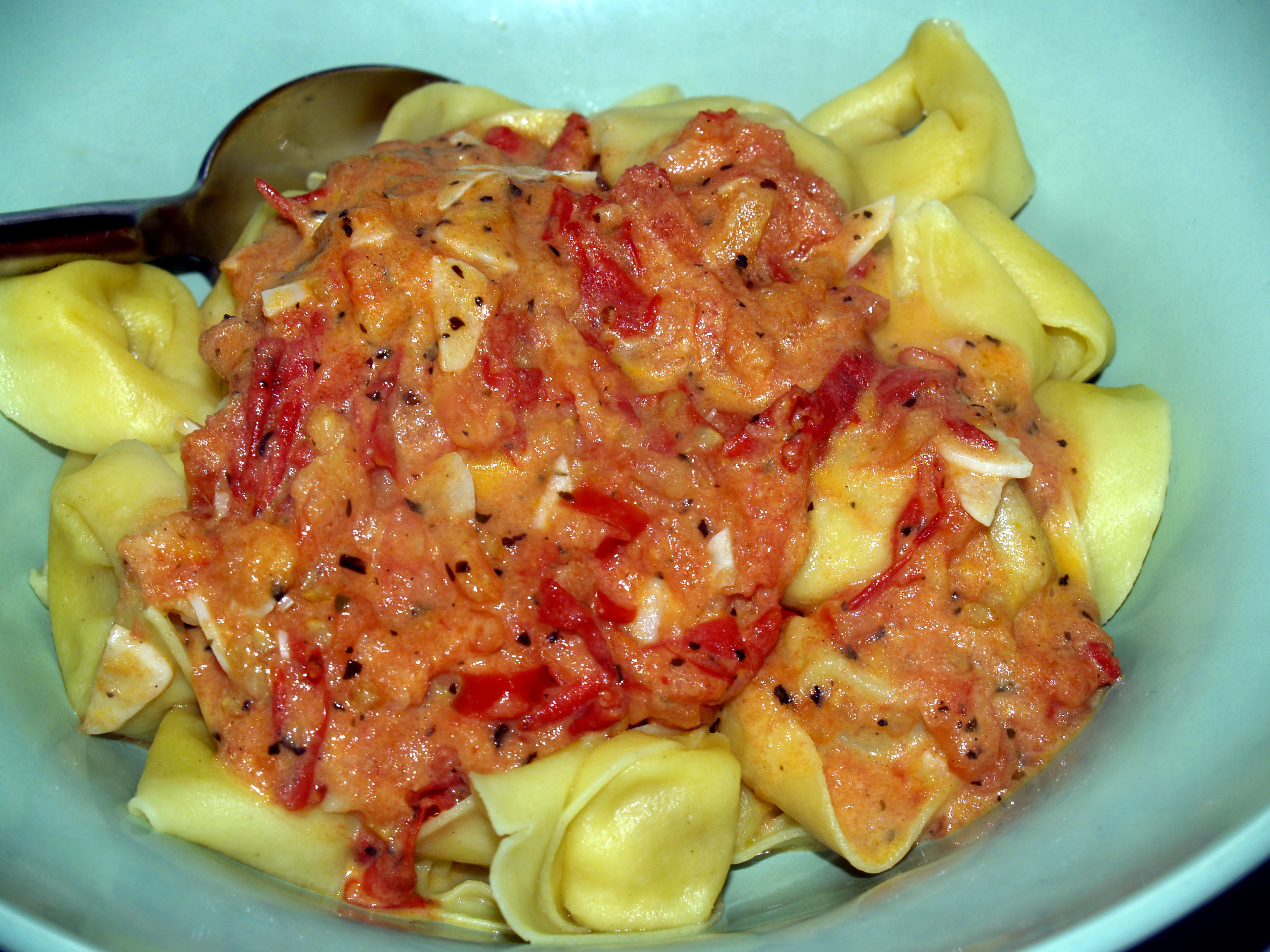
Tortellini al pomodoro, fontina e tartufo
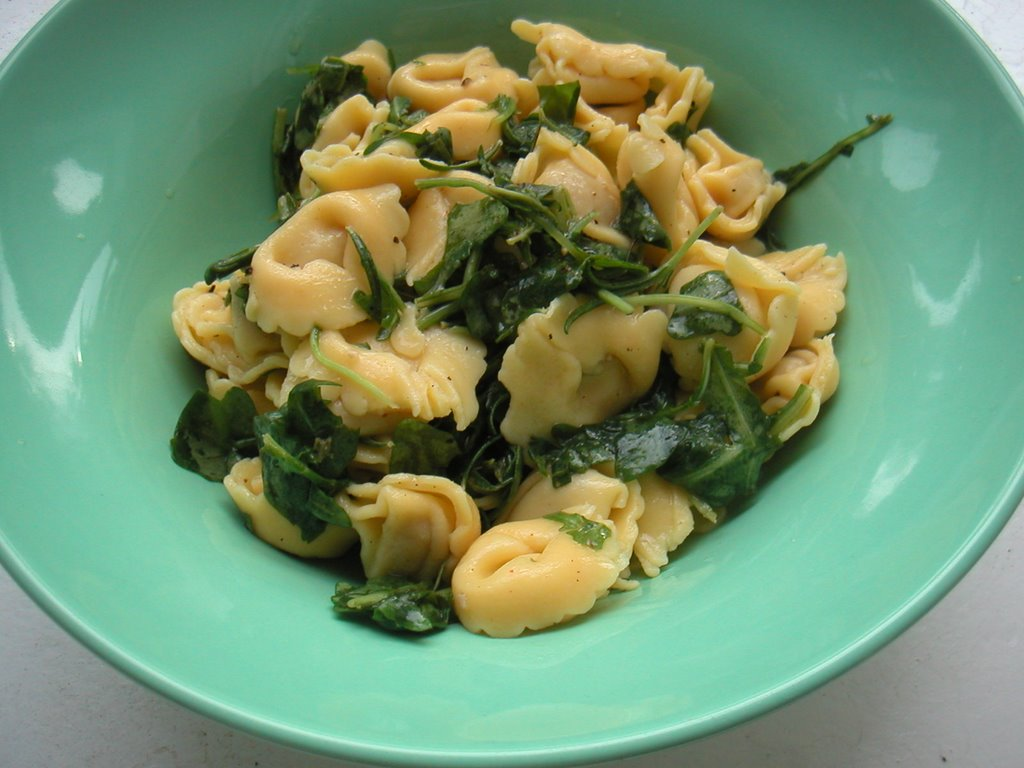
Tortellini con rucola e succo di limone

## Riconoscimenti
La regione Emilia-Romagna ha registrato fra i prodotti agroalimentari tradizionali italiani il Tortellino, il cui disciplinare di produzione vale per la provincia di Modena, e il Tortellino di Bologna, il cui disciplinare si applica alla città metropolitana di Bologna.

## Giornata Nazionale dei Tortellini
Anche i tortellini hanno una loro giornata celebrativa: il 13 febbraio si celebra infatti il National Tortellini Day.

## Cultura di massa
- Al tortellino è dedicata l'omonima canzone cantata durante Lo Zecchino d'Oro 2008.[47]